# Empidideicus crocea
Empidideicus crocea är en tvåvingeart som först beskrevs av Seguy 1949.  Empidideicus crocea ingår i släktet Empidideicus och familjen svävflugor.
Artens utbredningsområde är Marocko. Inga underarter finns listade i Catalogue of Life.